# Konstanty Kalinowski
Wincenty Konstanty Kalinowski, conosciuto come Kastuś Kalinoŭski in Bielorussia e Kostas Kalinauskas in Lituania (Mostovlyany, Bielorussia, 1838 – Vilnius, 1864), è stato un giornalista, scrittore e rivoluzionario bielorusso.
Sostenitore della creazione di una federazione indipendente tra Lituania, Bielorussia e Polonia, nel 1863 si mise a capo dell'insurrezione di gennaio. Catturato dai russi, fu immediatamente impiccato.
Nel 2022, nel corso dell'invasione russa dell'Ucraina, un'unità militare interamente composta da volontari bielorussi schierata dalla parte ucraina ha preso il nome di Reggimento Kastuś Kalinoŭski in suo onore.